# Volta a Andalusia 2022
La Volta a Andalusia 2022 fou la 68a edició de la Volta a Andalusia. La cursa es disputà entre el 16 i el 20 de febrer de 2022, amb un recorregut de 836,6 km repartits entre un cinc etapes. La cursa formava part de l'UCI ProSeries 2022, en la categoria 2.Pro.
El vencedor final fou el neerlandès Wout Poels (Bahrain Victorious). Cristian Rodríguez (Team TotalEnergies) i Miguel Ángel López (Astana Qazaqstan Team) completaren el podi.

## Equips participants
En aquesta edició hi prendran part 22 equips:
| WorldTeams (12)- UAE Team Emirates - Intermarché-Wanty-Gobert Matériaux - Ineos Grenadiers - Bahrain Victorious - Quick-Step Alpha Vinyl - Bora-Hansgrohe - Astana Qazaqstan Team - Movistar Team - AG2R Citroën Team - Israel-Premier Tech - BikeExchange-Jayco - Lotto-Soudal ProTeams (10)- Euskaltel-Euskadi - Eolo-Kometa - Sport Vlaanderen-Baloise - Gazprom-RusVelo - Caja Rural-Seguros RGA - Burgos-BH - Alpecin-Fenix - TotalEnergies - Equipo Kern Pharma - Human Powered Health |
| |

## Etapes
| Etapa    | Data      | Ciutats d'etapa            | type                    | Distància (km) | Desnivell (m) | Vencedor de l'etapa | Líder de la general |
| -------- | --------- | -------------------------- | ----------------------- | -------------- | ------------- | ------------------- | ------------------- |
| 1a etapa | 16 de feb | Ubrique – Iznájar          | etapa de mitja muntanya | 200,7          | 3.460 m       | Rune Herregodts     | Rune Herregodts     |
| 2a etapa | 17 de feb | Archidona – Alcalá la Real | etapa de mitja muntanya | 150,6          | 2.986 m       | Alessandro Covi     | Alessandro Covi     |
| 3a etapa | 18 de feb | Lucena – Villa de Otura    | etapa de mitja muntanya | 152,6          | 2.873 m       | Magnus Sheffield    | Alessandro Covi     |
| 4a etapa | 19 de feb | Cúllar Vega – Baza         | etapa de mitja muntanya | 165,6          | 2.987 m       | Wout Poels          | Wout Poels          |
| 5a etapa | 20 de feb | Huesa – Chiclana de Segura | etapa de mitja muntanya | 167,1          | 2.899 m       | Lennard Kämna       | Wout Poels          |

### Etapa 1
| \| Classificació de l'etapa \| Classificació de l'etapa \| Classificació de l'etapa \| Classificació de l'etapa \| Classificació de l'etapa \| \| Corredor \| Corredor \| Equip \| Temps \| \| \| ------------------------ \| ------------------------- \| ------------------------ \| ------------------------ \| ------------------------ \| \| 1r \| Rune Herregodts \| Sport Vlaanderen-Baloise \| 5h 16' 44" \| \| \| 2n \| Stephen Bassett \| Human Powered Health \| + 2" \| \| \| 3r \| Ander Okamika \| Burgos-BH \| + 2" \| \| \| 4t \| Xabier Isasa \| Euskaltel-Euskadi \| + 12" \| \| \| 5è \| Lindsay De Vylder \| Sport Vlaanderen-Baloise \| + 15" \| \| \| 6è \| Mark Christian \| Eolo-Kometa \| + 16" \| \| \| 7è \| Alessandro Covi \| UAE Team Emirates \| + 31" \| \| \| 8è \| Gonzalo Serrano Rodríguez \| Movistar Team \| + 37" \| \| \| 9è \| Matteo Trentin \| UAE Team Emirates \| + 37" \| \| \| 10è \| Benoît Cosnefroy \| AG2R Citroën Team \| + 37" \| \| |                           |                          |            |
| |                           |                          |            |
| Font: ProCyclingStats |                           |                          |            |
| Classificació de l'etapa |                           |                          |            |
| Corredor | Corredor                  | Equip                    | Temps      |
| 1r | Rune Herregodts           | Sport Vlaanderen-Baloise | 5h 16' 44" |
| 2n | Stephen Bassett           | Human Powered Health     | + 2"       |
| 3r | Ander Okamika             | Burgos-BH                | + 2"       |
| 4t | Xabier Isasa              | Euskaltel-Euskadi        | + 12"      |
| 5è | Lindsay De Vylder         | Sport Vlaanderen-Baloise | + 15"      |
| 6è | Mark Christian            | Eolo-Kometa              | + 16"      |
| 7è | Alessandro Covi           | UAE Team Emirates        | + 31"      |
| 8è | Gonzalo Serrano Rodríguez | Movistar Team            | + 37"      |
| 9è | Matteo Trentin            | UAE Team Emirates        | + 37"      |
| 10è | Benoît Cosnefroy          | AG2R Citroën Team        | + 37"      |

| \| Classificació general \| Classificació general \| Classificació general \| Classificació general \| Classificació general \| \| Corredor \| Corredor \| Equip \| Temps \| \| \| --------------------- \| ------------------------- \| ------------------------ \| --------------------- \| --------------------- \| \| 1r \| Rune Herregodts \| Sport Vlaanderen-Baloise \| 5h 16' 44" \| \| \| 2n \| Stephen Bassett \| Human Powered Health \| + 2" \| \| \| 3r \| Ander Okamika \| Burgos-BH \| + 2" \| \| \| 4t \| Xabier Isasa \| Euskaltel-Euskadi \| + 12" \| \| \| 5è \| Lindsay De Vylder \| Sport Vlaanderen-Baloise \| + 15" \| \| \| 6è \| Mark Christian \| Eolo-Kometa \| + 18" \| \| \| 7è \| Alessandro Covi \| UAE Team Emirates \| + 31" \| \| \| 8è \| Gonzalo Serrano Rodríguez \| Movistar Team \| + 37" \| \| \| 9è \| Matteo Trentin \| UAE Team Emirates \| + 37" \| \| \| 10è \| Benoît Cosnefroy \| AG2R Citroën Team \| + 37" \| \| |                           |                          |            |
| |                           |                          |            |
| Font: ProCyclingStats |                           |                          |            |
| Classificació general |                           |                          |            |
| Corredor | Corredor                  | Equip                    | Temps      |
| 1r | Rune Herregodts           | Sport Vlaanderen-Baloise | 5h 16' 44" |
| 2n | Stephen Bassett           | Human Powered Health     | + 2"       |
| 3r | Ander Okamika             | Burgos-BH                | + 2"       |
| 4t | Xabier Isasa              | Euskaltel-Euskadi        | + 12"      |
| 5è | Lindsay De Vylder         | Sport Vlaanderen-Baloise | + 15"      |
| 6è | Mark Christian            | Eolo-Kometa              | + 18"      |
| 7è | Alessandro Covi           | UAE Team Emirates        | + 31"      |
| 8è | Gonzalo Serrano Rodríguez | Movistar Team            | + 37"      |
| 9è | Matteo Trentin            | UAE Team Emirates        | + 37"      |
| 10è | Benoît Cosnefroy          | AG2R Citroën Team        | + 37"      |

### Etapa 2
| \| Classificació de l'etapa \| Classificació de l'etapa \| Classificació de l'etapa \| Classificació de l'etapa \| Classificació de l'etapa \| \| Corredor \| Corredor \| Equip \| Temps \| \| \| ------------------------ \| ------------------------- \| ---------------------------------- \| ------------------------ \| ------------------------ \| \| 1r \| Alessandro Covi \| UAE Team Emirates \| 3h 57' 46" \| \| \| 2n \| Miguel Ángel López Moreno \| Astana Qazaqstan Team \| + 2" \| \| \| 3r \| Iván Ramiro Sosa Cuervo \| Movistar Team \| + 4" \| \| \| 4t \| Jack Haig \| Bahrain Victorious \| + 4" \| \| \| 5è \| Steff Cras \| Lotto-Soudal \| + 4" \| \| \| 6è \| Carlos Rodríguez Cano \| Ineos Grenadiers \| + 4" \| \| \| 7è \| Dries Devenyns \| Quick-Step Alpha Vinyl \| + 4" \| \| \| 8è \| Domenico Pozzovivo \| Intermarché-Wanty-Gobert Matériaux \| + 4" \| \| \| 9è \| Simon Clarke \| Israel-Premier Tech \| + 4" \| \| \| 10è \| Cristián Rodríguez Martín \| TotalEnergies \| + 4" \| \| |                           |                                    |            |
| |                           |                                    |            |
| Font: ProCyclingStats |                           |                                    |            |
| Classificació de l'etapa |                           |                                    |            |
| Corredor | Corredor                  | Equip                              | Temps      |
| 1r | Alessandro Covi           | UAE Team Emirates                  | 3h 57' 46" |
| 2n | Miguel Ángel López Moreno | Astana Qazaqstan Team              | + 2"       |
| 3r | Iván Ramiro Sosa Cuervo   | Movistar Team                      | + 4"       |
| 4t | Jack Haig                 | Bahrain Victorious                 | + 4"       |
| 5è | Steff Cras                | Lotto-Soudal                       | + 4"       |
| 6è | Carlos Rodríguez Cano     | Ineos Grenadiers                   | + 4"       |
| 7è | Dries Devenyns            | Quick-Step Alpha Vinyl             | + 4"       |
| 8è | Domenico Pozzovivo        | Intermarché-Wanty-Gobert Matériaux | + 4"       |
| 9è | Simon Clarke              | Israel-Premier Tech                | + 4"       |
| 10è | Cristián Rodríguez Martín | TotalEnergies                      | + 4"       |

| \| Classificació general \| Classificació general \| Classificació general \| Classificació general \| Classificació general \| \| Corredor \| Corredor \| Equip \| Temps \| \| \| --------------------- \| ------------------------- \| ---------------------------------- \| --------------------- \| --------------------- \| \| 1r \| Alessandro Covi \| UAE Team Emirates \| 9h 15' 01" \| \| \| 2n \| Ander Okamika \| Burgos-BH \| + 5" \| \| \| 3r \| Miguel Ángel López Moreno \| Astana Qazaqstan Team \| + 8" \| \| \| 4t \| Jack Haig \| Bahrain Victorious \| + 10" \| \| \| 5è \| Dries Devenyns \| Quick-Step Alpha Vinyl \| + 10" \| \| \| 6è \| Simon Clarke \| Israel-Premier Tech \| + 10" \| \| \| 7è \| Steff Cras \| Lotto-Soudal \| + 10" \| \| \| 8è \| Cristián Rodríguez Martín \| TotalEnergies \| + 10" \| \| \| 9è \| Iván Ramiro Sosa Cuervo \| Movistar Team \| + 10" \| \| \| 10è \| Domenico Pozzovivo \| Intermarché-Wanty-Gobert Matériaux \| + 10" \| \| |                           |                                    |            |
| |                           |                                    |            |
| Font: ProCyclingStats |                           |                                    |            |
| Classificació general |                           |                                    |            |
| Corredor | Corredor                  | Equip                              | Temps      |
| 1r | Alessandro Covi           | UAE Team Emirates                  | 9h 15' 01" |
| 2n | Ander Okamika             | Burgos-BH                          | + 5"       |
| 3r | Miguel Ángel López Moreno | Astana Qazaqstan Team              | + 8"       |
| 4t | Jack Haig                 | Bahrain Victorious                 | + 10"      |
| 5è | Dries Devenyns            | Quick-Step Alpha Vinyl             | + 10"      |
| 6è | Simon Clarke              | Israel-Premier Tech                | + 10"      |
| 7è | Steff Cras                | Lotto-Soudal                       | + 10"      |
| 8è | Cristián Rodríguez Martín | TotalEnergies                      | + 10"      |
| 9è | Iván Ramiro Sosa Cuervo   | Movistar Team                      | + 10"      |
| 10è | Domenico Pozzovivo        | Intermarché-Wanty-Gobert Matériaux | + 10"      |

### Etapa 3
| \| Classificació de l'etapa \| Classificació de l'etapa \| Classificació de l'etapa \| Classificació de l'etapa \| Classificació de l'etapa \| \| Corredor \| Corredor \| Equip \| Temps \| \| \| ------------------------ \| ------------------------- \| ------------------------ \| ------------------------ \| ------------------------ \| \| 1r \| Magnus Sheffield \| Ineos Grenadiers \| 3h 54' 37" \| \| \| 2n \| Simon Clarke \| Israel-Premier Tech \| + 3" \| \| \| 3r \| Stan Dewulf \| AG2R Citroën Team \| + 3" \| \| \| 4t \| Ben Turner \| Ineos Grenadiers \| + 3" \| \| \| 5è \| Mauri Vansevenant \| Quick-Step Alpha Vinyl \| + 3" \| \| \| 6è \| Wout Poels \| Bahrain Victorious \| + 3" \| \| \| 7è \| Alessandro Covi \| UAE Team Emirates \| + 3" \| \| \| 8è \| Simon Yates \| BikeExchange-Jayco \| + 3" \| \| \| 9è \| Miguel Ángel López Moreno \| Astana Qazaqstan Team \| + 3" \| \| \| 10è \| Dries Devenyns \| Quick-Step Alpha Vinyl \| + 3" \| \| |                           |                        |            |
| |                           |                        |            |
| Font: ProCyclingStats |                           |                        |            |
| Classificació de l'etapa |                           |                        |            |
| Corredor | Corredor                  | Equip                  | Temps      |
| 1r | Magnus Sheffield          | Ineos Grenadiers       | 3h 54' 37" |
| 2n | Simon Clarke              | Israel-Premier Tech    | + 3"       |
| 3r | Stan Dewulf               | AG2R Citroën Team      | + 3"       |
| 4t | Ben Turner                | Ineos Grenadiers       | + 3"       |
| 5è | Mauri Vansevenant         | Quick-Step Alpha Vinyl | + 3"       |
| 6è | Wout Poels                | Bahrain Victorious     | + 3"       |
| 7è | Alessandro Covi           | UAE Team Emirates      | + 3"       |
| 8è | Simon Yates               | BikeExchange-Jayco     | + 3"       |
| 9è | Miguel Ángel López Moreno | Astana Qazaqstan Team  | + 3"       |
| 10è | Dries Devenyns            | Quick-Step Alpha Vinyl | + 3"       |

| \| Classificació general \| Classificació general \| Classificació general \| Classificació general \| Classificació general \| \| Corredor \| Corredor \| Equip \| Temps \| \| \| --------------------- \| ------------------------- \| ---------------------------------- \| --------------------- \| --------------------- \| \| 1r \| Alessandro Covi \| UAE Team Emirates \| 13h 09' 41" \| \| \| 2n \| Miguel Ángel López Moreno \| Astana Qazaqstan Team \| + 8" \| \| \| 3r \| Simon Clarke \| Israel-Premier Tech \| + 10" \| \| \| 4t \| Dries Devenyns \| Quick-Step Alpha Vinyl \| + 10" \| \| \| 5è \| Steff Cras \| Lotto-Soudal \| + 10" \| \| \| 6è \| Jack Haig \| Bahrain Victorious \| + 10" \| \| \| 7è \| Cristián Rodríguez Martín \| TotalEnergies \| + 10" \| \| \| 8è \| Iván Ramiro Sosa Cuervo \| Movistar Team \| + 10" \| \| \| 9è \| Domenico Pozzovivo \| Intermarché-Wanty-Gobert Matériaux \| + 10" \| \| \| 10è \| Carlos Rodríguez Cano \| Ineos Grenadiers \| + 10" \| \| |                           |                                    |             |
| |                           |                                    |             |
| Font: ProCyclingStats |                           |                                    |             |
| Classificació general |                           |                                    |             |
| Corredor | Corredor                  | Equip                              | Temps       |
| 1r | Alessandro Covi           | UAE Team Emirates                  | 13h 09' 41" |
| 2n | Miguel Ángel López Moreno | Astana Qazaqstan Team              | + 8"        |
| 3r | Simon Clarke              | Israel-Premier Tech                | + 10"       |
| 4t | Dries Devenyns            | Quick-Step Alpha Vinyl             | + 10"       |
| 5è | Steff Cras                | Lotto-Soudal                       | + 10"       |
| 6è | Jack Haig                 | Bahrain Victorious                 | + 10"       |
| 7è | Cristián Rodríguez Martín | TotalEnergies                      | + 10"       |
| 8è | Iván Ramiro Sosa Cuervo   | Movistar Team                      | + 10"       |
| 9è | Domenico Pozzovivo        | Intermarché-Wanty-Gobert Matériaux | + 10"       |
| 10è | Carlos Rodríguez Cano     | Ineos Grenadiers                   | + 10"       |

### Etapa 4
| \| Classificació de l'etapa \| Classificació de l'etapa \| Classificació de l'etapa \| Classificació de l'etapa \| Classificació de l'etapa \| \| Corredor \| Corredor \| Equip \| Temps \| \| \| ------------------------ \| ------------------------- \| ------------------------ \| ------------------------ \| ------------------------ \| \| 1r \| Wout Poels \| Bahrain Victorious \| 3h 56' 52" \| \| \| 2n \| Aleksei Lutsenko \| Astana Qazaqstan Team \| + 0" \| \| \| 3r \| Mauri Vansevenant \| Quick-Step Alpha Vinyl \| + 18" \| \| \| 4t \| Simon Yates \| BikeExchange-Jayco \| + 18" \| \| \| 5è \| Damiano Caruso \| Bahrain Victorious \| + 18" \| \| \| 6è \| Cristián Rodríguez Martín \| TotalEnergies \| + 18" \| \| \| 7è \| Jack Haig \| Bahrain Victorious \| + 18" \| \| \| 8è \| Iván Ramiro Sosa Cuervo \| Movistar Team \| + 18" \| \| \| 9è \| Ben O'Connor \| AG2R Citroën Team \| + 18" \| \| \| 10è \| Miguel Ángel López Moreno \| Astana Qazaqstan Team \| + 18" \| \| |                           |                        |            |
| |                           |                        |            |
| Font: ProCyclingStats |                           |                        |            |
| Classificació de l'etapa |                           |                        |            |
| Corredor | Corredor                  | Equip                  | Temps      |
| 1r | Wout Poels                | Bahrain Victorious     | 3h 56' 52" |
| 2n | Aleksei Lutsenko          | Astana Qazaqstan Team  | + 0"       |
| 3r | Mauri Vansevenant         | Quick-Step Alpha Vinyl | + 18"      |
| 4t | Simon Yates               | BikeExchange-Jayco     | + 18"      |
| 5è | Damiano Caruso            | Bahrain Victorious     | + 18"      |
| 6è | Cristián Rodríguez Martín | TotalEnergies          | + 18"      |
| 7è | Jack Haig                 | Bahrain Victorious     | + 18"      |
| 8è | Iván Ramiro Sosa Cuervo   | Movistar Team          | + 18"      |
| 9è | Ben O'Connor              | AG2R Citroën Team      | + 18"      |
| 10è | Miguel Ángel López Moreno | Astana Qazaqstan Team  | + 18"      |

| \| Classificació general \| Classificació general \| Classificació general \| Classificació general \| Classificació general \| \| Corredor \| Corredor \| Equip \| Temps \| \| \| --------------------- \| ------------------------- \| ---------------------- \| --------------------- \| --------------------- \| \| 1r \| Wout Poels \| Bahrain Victorious \| 17h 06' 49" \| \| \| 2n \| Miguel Ángel López Moreno \| Astana Qazaqstan Team \| + 10" \| \| \| 3r \| Cristián Rodríguez Martín \| TotalEnergies \| + 12" \| \| \| 4t \| Jack Haig \| Bahrain Victorious \| + 12" \| \| \| 5è \| Iván Ramiro Sosa Cuervo \| Movistar Team \| + 12" \| \| \| 6è \| Carlos Rodríguez Cano \| Ineos Grenadiers \| + 12" \| \| \| 7è \| Simon Yates \| BikeExchange-Jayco \| + 21" \| \| \| 8è \| Ben O'Connor \| AG2R Citroën Team \| + 21" \| \| \| 9è \| Aleksei Lutsenko \| Astana Qazaqstan Team \| + 24" \| \| \| 10è \| Mauri Vansevenant \| Quick-Step Alpha Vinyl \| + 27" \| \| |                           |                        |             |
| |                           |                        |             |
| Font: ProCyclingStats |                           |                        |             |
| Classificació general |                           |                        |             |
| Corredor | Corredor                  | Equip                  | Temps       |
| 1r | Wout Poels                | Bahrain Victorious     | 17h 06' 49" |
| 2n | Miguel Ángel López Moreno | Astana Qazaqstan Team  | + 10"       |
| 3r | Cristián Rodríguez Martín | TotalEnergies          | + 12"       |
| 4t | Jack Haig                 | Bahrain Victorious     | + 12"       |
| 5è | Iván Ramiro Sosa Cuervo   | Movistar Team          | + 12"       |
| 6è | Carlos Rodríguez Cano     | Ineos Grenadiers       | + 12"       |
| 7è | Simon Yates               | BikeExchange-Jayco     | + 21"       |
| 8è | Ben O'Connor              | AG2R Citroën Team      | + 21"       |
| 9è | Aleksei Lutsenko          | Astana Qazaqstan Team  | + 24"       |
| 10è | Mauri Vansevenant         | Quick-Step Alpha Vinyl | + 27"       |

### Etapa 5
| \| Classificació de l'etapa \| Classificació de l'etapa \| Classificació de l'etapa \| Classificació de l'etapa \| Classificació de l'etapa \| \| Corredor \| Corredor \| Equip \| Temps \| \| \| ------------------------ \| ------------------------- \| ------------------------ \| ------------------------ \| ------------------------ \| \| 1r \| Lennard Kämna \| Bora-Hansgrohe \| 3h 43' 05" \| \| \| 2n \| Lorenzo Fortunato \| Eolo-Kometa \| + 4" \| \| \| 3r \| Alessandro Covi \| UAE Team Emirates \| + 10" \| \| \| 4t \| Magnus Sheffield \| Ineos Grenadiers \| + 12" \| \| \| 5è \| Gonzalo Serrano Rodríguez \| Movistar Team \| + 25" \| \| \| 6è \| Emanuel Buchmann \| Bora-Hansgrohe \| + 26" \| \| \| 7è \| Stefano Oldani \| Alpecin-Fenix \| + 26" \| \| \| 8è \| Simone Velasco \| Astana Qazaqstan Team \| + 29" \| \| \| 9è \| Floris De Tier \| Alpecin-Fenix \| + 39" \| \| \| 10è \| Nélson Oliveira \| Movistar Team \| + 49" \| \| |                           |                       |            |
| |                           |                       |            |
| Font: ProCyclingStats |                           |                       |            |
| Classificació de l'etapa |                           |                       |            |
| Corredor | Corredor                  | Equip                 | Temps      |
| 1r | Lennard Kämna             | Bora-Hansgrohe        | 3h 43' 05" |
| 2n | Lorenzo Fortunato         | Eolo-Kometa           | + 4"       |
| 3r | Alessandro Covi           | UAE Team Emirates     | + 10"      |
| 4t | Magnus Sheffield          | Ineos Grenadiers      | + 12"      |
| 5è | Gonzalo Serrano Rodríguez | Movistar Team         | + 25"      |
| 6è | Emanuel Buchmann          | Bora-Hansgrohe        | + 26"      |
| 7è | Stefano Oldani            | Alpecin-Fenix         | + 26"      |
| 8è | Simone Velasco            | Astana Qazaqstan Team | + 29"      |
| 9è | Floris De Tier            | Alpecin-Fenix         | + 39"      |
| 10è | Nélson Oliveira           | Movistar Team         | + 49"      |

## Classificacions finals

### Classificació final
| \| Classificació general \| Classificació general \| Classificació general \| Classificació general \| Classificació general \| \| Corredor \| Corredor \| Equip \| Temps \| \| \| --------------------- \| ------------------------- \| ---------------------- \| --------------------- \| --------------------- \| \| 1r \| Wout Poels \| Bahrain Victorious \| 20h 51' 27" \| \| \| 2n \| Cristián Rodríguez Martín \| TotalEnergies \| + 14" \| \| \| 3r \| Miguel Ángel López Moreno \| Astana Qazaqstan Team \| + 15" \| \| \| 4t \| Carlos Rodríguez Cano \| Ineos Grenadiers \| + 19" \| \| \| 5è \| Simon Yates \| BikeExchange-Jayco \| + 20" \| \| \| 6è \| Jack Haig \| Bahrain Victorious \| + 22" \| \| \| 7è \| Ben O'Connor \| AG2R Citroën Team \| + 26" \| \| \| 8è \| Mauri Vansevenant \| Quick-Step Alpha Vinyl \| + 32" \| \| \| 9è \| Aleksei Lutsenko \| Astana Qazaqstan Team \| + 34" \| \| \| 10è \| Iván Ramiro Sosa Cuervo \| Movistar Team \| + 39" \| \| |                           |                        |             |
| |                           |                        |             |
| Font: ProCyclingStats |                           |                        |             |
| Classificació general |                           |                        |             |
| Corredor | Corredor                  | Equip                  | Temps       |
| 1r | Wout Poels                | Bahrain Victorious     | 20h 51' 27" |
| 2n | Cristián Rodríguez Martín | TotalEnergies          | + 14"       |
| 3r | Miguel Ángel López Moreno | Astana Qazaqstan Team  | + 15"       |
| 4t | Carlos Rodríguez Cano     | Ineos Grenadiers       | + 19"       |
| 5è | Simon Yates               | BikeExchange-Jayco     | + 20"       |
| 6è | Jack Haig                 | Bahrain Victorious     | + 22"       |
| 7è | Ben O'Connor              | AG2R Citroën Team      | + 26"       |
| 8è | Mauri Vansevenant         | Quick-Step Alpha Vinyl | + 32"       |
| 9è | Aleksei Lutsenko          | Astana Qazaqstan Team  | + 34"       |
| 10è | Iván Ramiro Sosa Cuervo   | Movistar Team          | + 39"       |

### Classificacions secundàries
| Classificació per punts | Classificació per punts   | Classificació per punts | Classificació per punts | Classificació per punts |
| Corredor                | Corredor                  | Equip                   | Punts                   |                         |
| ----------------------- | ------------------------- | ----------------------- | ----------------------- | ----------------------- |
| 1r                      | Alessandro Covi           | UAE Team Emirates       | 59 pts                  |                         |
| 2n                      | Wout Poels                | Bahrain Victorious      | 41 pts                  |                         |
| 3r                      | Magnus Sheffield          | Ineos Grenadiers        | 39 pts                  |                         |
| 4t                      | Miguel Ángel López Moreno | Astana Qazaqstan Team   | 33 pts                  |                         |
| 5è                      | Mauri Vansevenant         | Quick-Step Alpha Vinyl  | 31 pts                  |                         |
| 6è                      | Simon Clarke              | Israel-Premier Tech     | 31 pts                  |                         |
| 7è                      | Simon Yates               | BikeExchange-Jayco      | 29 pts                  |                         |
| 8è                      | Lennard Kämna             | Bora-Hansgrohe          | 25 pts                  |                         |
| 9è                      | Aleksei Lutsenko          | Astana Qazaqstan Team   | 25 pts                  |                         |
| 10è                     | Gonzalo Serrano Rodríguez | Movistar Team           | 25 pts                  |                         |

| Classificació per punts | Classificació per punts   | Classificació per punts | Classificació per punts | Classificació per punts |
| Corredor                | Corredor                  | Equip                   | Punts                   |                         |
| ----------------------- | ------------------------- | ----------------------- | ----------------------- | ----------------------- |
| 1r                      | Alessandro Covi           | UAE Team Emirates       | 59 pts                  |                         |
| 2n                      | Wout Poels                | Bahrain Victorious      | 41 pts                  |                         |
| 3r                      | Magnus Sheffield          | Ineos Grenadiers        | 39 pts                  |                         |
| 4t                      | Miguel Ángel López Moreno | Astana Qazaqstan Team   | 33 pts                  |                         |
| 5è                      | Mauri Vansevenant         | Quick-Step Alpha Vinyl  | 31 pts                  |                         |
| 6è                      | Simon Clarke              | Israel-Premier Tech     | 31 pts                  |                         |
| 7è                      | Simon Yates               | BikeExchange-Jayco      | 29 pts                  |                         |
| 8è                      | Lennard Kämna             | Bora-Hansgrohe          | 25 pts                  |                         |
| 9è                      | Aleksei Lutsenko          | Astana Qazaqstan Team   | 25 pts                  |                         |
| 10è                     | Gonzalo Serrano Rodríguez | Movistar Team           | 25 pts                  |                         |

| Classificació de la muntanya | Classificació de la muntanya | Classificació de la muntanya | Classificació de la muntanya | Classificació de la muntanya |
| Corredor                     | Corredor                     | Equip                        | Punts                        |                              |
| ---------------------------- | ---------------------------- | ---------------------------- | ---------------------------- | ---------------------------- |
| 1r                           | Jon Barrenetxea              | Caja Rural-Seguros RGA       | 30 pts                       |                              |
| 2n                           | Álvaro Cuadros               | Caja Rural-Seguros RGA       | 24 pts                       |                              |
| 3r                           | Aleksei Lutsenko             | Astana Qazaqstan Team        | 24 pts                       |                              |
| 4t                           | Xabier Isasa                 | Euskaltel-Euskadi            | 21 pts                       |                              |
| 5è                           | Ben O'Connor                 | AG2R Citroën Team            | 14 pts                       |                              |
| 6è                           | Miguel Ángel López Moreno    | Astana Qazaqstan Team        | 12 pts                       |                              |
| 7è                           | Ander Okamika                | Burgos-BH                    | 12 pts                       |                              |
| 8è                           | Gotzon Martín                | Euskaltel-Euskadi            | 10 pts                       |                              |
| 9è                           | Lorenzo Fortunato            | Eolo-Kometa                  | 7 pts                        |                              |
| 10è                          | Lennard Kämna                | Bora-Hansgrohe               | 6 pts                        |                              |

| Classificació de la muntanya | Classificació de la muntanya | Classificació de la muntanya | Classificació de la muntanya | Classificació de la muntanya |
| Corredor                     | Corredor                     | Equip                        | Punts                        |                              |
| ---------------------------- | ---------------------------- | ---------------------------- | ---------------------------- | ---------------------------- |
| 1r                           | Jon Barrenetxea              | Caja Rural-Seguros RGA       | 30 pts                       |                              |
| 2n                           | Álvaro Cuadros               | Caja Rural-Seguros RGA       | 24 pts                       |                              |
| 3r                           | Aleksei Lutsenko             | Astana Qazaqstan Team        | 24 pts                       |                              |
| 4t                           | Xabier Isasa                 | Euskaltel-Euskadi            | 21 pts                       |                              |
| 5è                           | Ben O'Connor                 | AG2R Citroën Team            | 14 pts                       |                              |
| 6è                           | Miguel Ángel López Moreno    | Astana Qazaqstan Team        | 12 pts                       |                              |
| 7è                           | Ander Okamika                | Burgos-BH                    | 12 pts                       |                              |
| 8è                           | Gotzon Martín                | Euskaltel-Euskadi            | 10 pts                       |                              |
| 9è                           | Lorenzo Fortunato            | Eolo-Kometa                  | 7 pts                        |                              |
| 10è                          | Lennard Kämna                | Bora-Hansgrohe               | 6 pts                        |                              |

### Classificació per equips
| Classificació per equips | Classificació per equips | Classificació per equips | Classificació per equips |
| Equip                    | Equip                    | Temps                    |                          |
| ------------------------ | ------------------------ | ------------------------ | ------------------------ |
| 1r                       | Astana Qazaqstan Team    | 62h 35' 11"              |                          |
| 2n                       | Bahrain Victorious       | + 1' 35"                 |                          |
| 3r                       | Ineos Grenadiers         | + 13' 37"                |                          |
| 4t                       | Movistar Team            | + 13' 38"                |                          |
| 5è                       | UAE Team Emirates        | + 22' 16"                |                          |
| 6è                       | AG2R Citroën Team        | + 28' 01"                |                          |
| 7è                       | Bora-Hansgrohe           | + 29' 03"                |                          |
| 8è                       | BikeExchange-Jayco       | + 30' 11"                |                          |
| 9è                       | Quick-Step Alpha Vinyl   | + 33' 36"                |                          |
| 10è                      | Caja Rural-Seguros RGA   | + 34' 35"                |                          |

## Evolució de les classificacions
| Etapa                  | Vencedor               | Classificació general | Classificació de la muntanya | Classificació per punts | Classificació de les metes volants |
| ---------------------- | ---------------------- | --------------------- | ---------------------------- | ----------------------- | ---------------------------------- |
| 1                      | Rune Herregodts        | Rune Herregodts       | Rune Herregodts              | Álvaro Cuadros          | Stephen Bassett                    |
| 2                      | Alessandro Covi        | Alessandro Covi       | Alessandro Covi              | Jon Barrenetxea         | Diego Sevilla                      |
| 3                      | Magnus Sheffield       | Alessandro Covi       | Alessandro Covi              | Jon Barrenetxea         | Diego Sevilla                      |
| 4                      | Wout Poels             | Wout Poels            | Alessandro Covi              | Jon Barrenetxea         | Damiano Caruso                     |
| 5                      | Lennard Kämna          | Wout Poels            | Alessandro Covi              | Jon Barrenetxea         | Diego Sevilla                      |
| Classificacions finals | Classificacions finals | Wout Poels            | Alessandro Covi              | Jon Barrenetxea         | Diego Sevilla                      |